# Сепарація газу

Сепараційна установка.

Сепарація газу (рос. сепарация газа, англ. gas separation; нім. Erdgasseparation f) — у газо- і нафтовидобуванні — процес розділення твердої, рідкої і газової (парової) фаз потоку природного газу з подальшим вилученням з нього твердої і рідкої фаз.

## Загальний опис
Сепарація газу призначена для запобігання потраплянню вологи і твердих частинок у промислові газозбірні мережі і технологічного обладнання газових і газоконденсатних родовищ. Недостатній рівень С.г. приводить до низької гідравлічної ефективності пром. газопроводів, суттєвих перевитрат енергії, яка витрачається на компримування газу, зростання експлуатаційних витрат, можливості утворення газогідратних пробок у промислових системах збору і транспорту газу, зниження ефективності роботи технологічного обладнання промислів.
Сепарація газу може бути основана на зміні термодинамічної рівноваги газового (газоконденсатного) потоку внаслідок зниження температури та тиску; на способі гравітаційного розділення фаз потоку, що проходить за рахунок різниці густин газу, рідини та твердих механічних домішок; на інерційному розділенні фаз газового (газоконденсатного) потоку за рахунок дії відцентрової сили при тангенціальному введені потоку в газовий сепаратор або внаслідок зміни напрямку потоку в самому сепараторі при радіальному введені потоку. У конструкціях сепараторів відокремлення газу від рідких і твердих домішок базується на випаданні частинок при малих швидкостях руху газового (газоконденсатного) потоку внаслідок дії сил тяжіння або інерційних (відцентрових) сил, що виникають при криволінійному русі потоку. Крім того в газових сепараторах передбачена коагуляційна секція (екстрактор туману).